# ذا جبانيز هاوس
أمبر ماري باين (من مواليد 13 يوليو 1995)، والمعروفة باسمها الفني ذا جابنيز هاوس ، هي موسيقية بوب إنجليزية مستقلة من باكينجهامشير. تساهم باين في الغناء وتعزف على الجيتار والسنثسيزر ولوحة المفاتيح لموسيقاها. عندما كانت مراهقة، قررت باين ممارسة مهنة الموسيقى، بعد أن درست الموسيقى من والدها أثناء الطفولة.

## الحياة الشخصية
تقيم باين حاليًا في شرق لندن،  ولديها كلب من فصيلة الراعي الألماني يدعى كالفن. لقد كانت منفتحة بشأن صراعها مع إدمان الكحول، وذكرت أنها أصبحت رصينة بعد إصدار ألبوم Good at Falling . أغنية «ربما أنت السبب» من ألبوم Good at Falling تتعامل مع ماضيها الذي يعاني من اضطراب في الأكل، وهذا الموضوع تم تصويره أيضًا في الفيديو الموسيقي لـ "Lilo".

## ديسكغرفي

### ألبومات الاستوديو
| لقب           | تفاصيل                                                                                         | مراكز الرسم البياني الذروة |
| لقب           | تفاصيل                                                                                         | المملكة المتحدة </br>      |
| ------------- | ---------------------------------------------------------------------------------------------- | -------------------------- |
| جيد في السقوط | - تاريخ الصدور: 1 مارس 2019 - التسمية: ضربة قذرة - التنسيقات: CD ، LP ، تنزيل رقمي، شريط كاسيت | 64                         |

### الأغاني
| لقب                   | سنة  | البوم                  |
| --------------------- | ---- | ---------------------- |
| "لا يزال"             | 2015 | حمامات للاستحمام فيها  |
| "برك للاستحمام"       | 2015 | حمامات للاستحمام فيها  |
| "الأسنان"             | 2015 | حمامات للاستحمام فيها  |
| "أخت"                 | 2015 | حمامات للاستحمام فيها  |
| "نظيف"                | 2015 | <i id="mwAhU">ينظف</i> |
| "كول بلو"             | 2015 | <i id="mwAhU">ينظف</i> |
| "رسالة من الماء"      | 2015 | <i id="mwAhU">ينظف</i> |
| "حبة السكر"           | 2015 | <i id="mwAhU">ينظف</i> |
| " وجه مثل الرعد "     | 2016 | اسبح ضد التيار         |
| "السباحة عكس التيار"  | 2016 | اسبح ضد التيار         |
| "الجانب الجيد في"     | 2016 | اسبح ضد التيار         |
| " أراك في حلم "       | 2017 | رأيتك في المنام        |
| "شخص ما وجدته"        | 2017 | رأيتك في المنام        |
| "3/3"                 | 2017 | رأيتك في المنام        |
| " ليلو "              | 2018 | جيد في السقوط          |
| "اتبع فتاتي"          | 2018 | جيد في السقوط          |
| "ربما أنت السبب"      | 2019 | جيد في السقوط          |
| "نتحدث طوال الوقت"    | 2019 | جيد في السقوط          |
| "شيء ما يجب أن يتغير" | 2019 | مضغ القطن              |
| "مضغ القطن"           | 2019 | مضغ القطن              |

### الفيديوهات الموسيقية
| لقب                   | سنة  | مخرج           | Ref.          |
| --------------------- | ---- | -------------- | ------------- |
| "ينظف"                | 2015 | جولييت براينت  | [ 28 ]        |
| "أزرق بارد"           | 2015 | جولييت براينت  | [ 29 ]        |
| "رسالة من الماء"      | 2015 | جولييت براينت  | [ 30 ]        |
| "حبوب السكر"          | 2015 | جولييت براينت  | [ 31 ]        |
| "وجه كالرعد"          | 2016 | جاريث فيليبس   | [ 32 ]        |
| "رأيتك في المنام"     | 2017 | لوسي تشيرنياك  | [ 33 ]        |
| "ليلو"                | 2018 | ديفيد ايست     | [ 34 ] [ 35 ] |
| "ربما أنت السبب"      | 2019 | هارفي بيرسون   | [ 36 ]        |
| "شيء ما يجب أن يتغير" | 2019 | نادرة العمراني | [ 37 ]        |

## روابط خارجية
- الموقع الرسمي